# Periódico Tierra
Tierra: Órgano del Partido Comunista o, simplemente, Tierra fue un periódico fundado en agosto de 1932 en Colombia por Guillermo Hernández como director y Oswaldo Montoya como administrador. Este periódico se publicó hasta 1938.

## Descripción
El periódico tenía un cabezote que hacía un llamado a la unión de los proletarios y fue, durante seis años, un escenario de debate y presentación del comunismo colombiano.
En el primer número publicado el 1 de agosto, se estableció de manera clara en el apartado titulado "Nuestra posición política" el objetivo de la publicación: "Tierra aparece en momentos en que el sistema capitalista ha entrado en un periodo de convulsa agonía. El orden burgués se desensambla y el 'espectro' del comunismo va tomando consistencia corpórea.
Durante su existencia, Tierra fue una publicación que buscó promover el pensamiento y la práctica comunista en Colombia. El periódico abordó diversos temas políticos, económicos y sociales de la época, como la situación de los trabajadores, la lucha por la tierra y la lucha contra el imperialismo.
El periódico se caracterizó por ser crítico con el gobierno y las fuerzas políticas tradicionales, y promovió la unidad y organización de los trabajadores para la construcción de una sociedad socialista. Además, Tierra fue un espacio de encuentro y discusión para la intelectualidad y los militantes comunistas de la época.
Tierra dejó de publicarse en 1938, después de haber cumplido su objetivo de difundir y promover el pensamiento comunista en Colombia. Sin embargo, su legado se mantuvo en la memoria y en la influencia que ejerció sobre el movimiento obrero y comunista del país en las décadas siguientes.

## Historia y Contexto
El periódico Tierra aparece en 1932 como el medio impreso oficial del Partido Comunista Colombiano (PCC), de la Internacional Comunista (IC). En sus ediciones especiales, se aprovechaba su formato para producir carteles políticos, una novedad en la concepción gráfica, pues la escala del impreso servía para hacer circular piezas propagandísticas. Su carácter gráfico ha llamado la atención en estudios sobre el cartel de los años treinta y cuarenta.
En una nota aparecida en 1938, el periódico felicita al camarada Luis Efraím Gómez Leal, quien participa en la publicación desde hace un año con sus ilustraciones y su personaje Juan Pueblo. A diferencia de la mayoría de los artistas de la época, Efraím no cree en “el arte por el arte” y sus “linóleos de grueso calibre” son armas para la lucha política.
El cierre de Tierra fue resultado de la persecución que el gobierno de Enrique Olaya Herrera impuso al periódico debido a su férrea oposición a la guerra con Perú.
A pesar de las dificultades, Tierra logró circular por todo el país gracias a sus agencias regionales encargadas de la distribución y cobro de suscripciones. El periódico tenía un tamaño inusual para la época, siendo de un poco más de un pliego (105 cm x 75 cm), lo cual implicaba un desafío para conseguir hojas de dichas medidas, razón por la cual en algunos números se redujo al tamaño de un pliego hasta que llegara el encargo del extranjero.
Durante su existencia, Tierra mantuvo sus ocho páginas en la primera etapa, y en la segunda varió de 10 a 12 páginas, con secciones estables como "Crónica de la URSS", "La voz de la fábrica y los campos", "Frente rojo", "Página nacional", "Página internacional", "La vida del Partido Comunista", "Sección popular" (a partir del número 11) y el "Folletón por Fiodor Gladkov". A partir del 11 de agosto de 1932, la sección "Voz de las fábricas" comenzó a publicar cartas de los lectores y militantes.

## Bibliografìa
Medina, Medófilo. "El Partido Comunista en Colombia, 1920-1936"
Archila, M. (1992). Cultura e identidad obrera: Colombia 1910-1945. Bogotá: Cinep.
Deleuze, G. (1990). ¿Qué es un dispositivo? En Michel Foucault, filósofo (pp. 155-163). Barcelona: Gedisa.
López, P. (2009). Cartel ilustrado en Colombia: década 1930-1940. Bogotá: Universidad de Bogotá Jorge Tadeo Lozano.
Vallejo,  Mary Luz  (1995). El arte colombiano de los años veinte y treinta. Bogotá: Colcultura.
Troconi, G. (2010). Diseño gráfico en México. 100 años. 1900-2000. México: Artes de México.
Peters, V. (2014). Los carteles del periódico Tierra: construcción de la identidad del obrero colombiano. Hallazgos 21 (pp. 59-74). DOI https://doi.org/10.15332/s1794-3841.2014.0021.03